# Antoninho Bianco

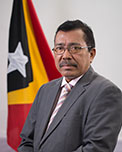
Antoninho Bianco

Antoninho Bianco (* 13. März 1966 in Ainaro, Portugiesisch-Timor) ist ein Politiker aus Osttimor. Er ist Mitglied der Partei FRETILIN und ihres Zentralkomitees (CCF).

## Werdegang
Bianco erhielt 1988 einen Bachelor in Öffentlicher Verwaltung in Kupang (Indonesien). 1994 schloss er ein Studium der Politikwissenschaft in Jakarta ab.

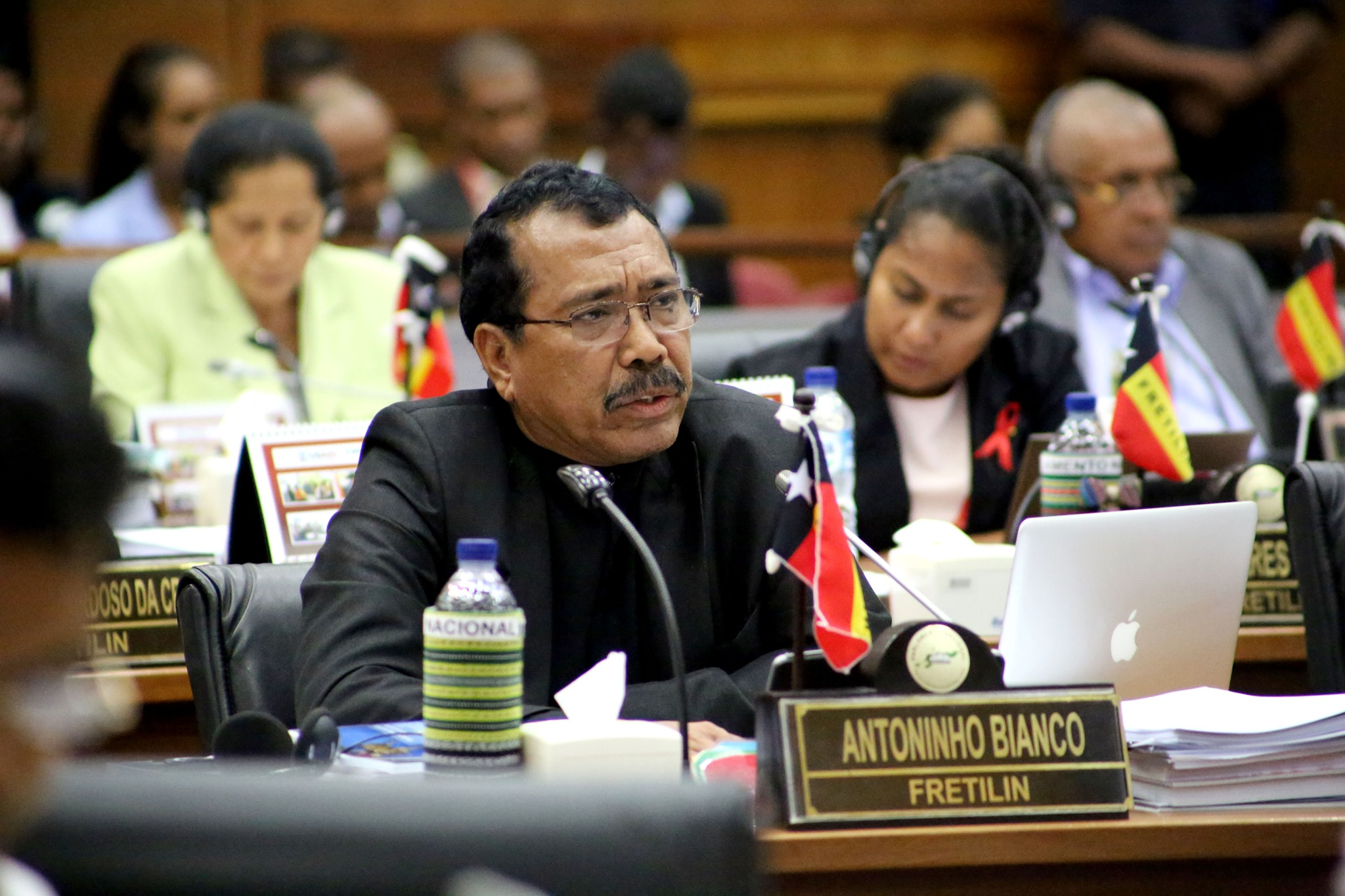
Antoninho Bianco im Parlament (2019)

Auf Listenplatz 27 zog Bianco bei den Wahlen am 30. August 2001 für die FRETILIN in die verfassunggebende Versammlung ein, wechselte aber am 20. September 2001 in die II. Übergangsregierung unter der UN-Verwaltung als Minister für Innere Verwaltung. In der ersten Regierung des ab dem 20. Mai 2002 wieder unabhängigen Osttimors wurde Bianco Staatssekretär für parlamentarische Angelegenheiten für den Premierminister. 2005 wurde Bianco zum Minister für den Ministerrat vereidigt. 2007 wurde die FRETILIN zwar in den Parlamentswahlen 2007 die größte Partei im Nationalparlament Osttimors, verlor aber die Macht an die Koalition der Aliança da Maioria Parlamentar. Bianco wurde Abgeordneter. Hier gehörte er von 2007 bis 2012 der Kommission für konstitutionelle Angelegenheiten, Justiz, Öffentliche Verwaltung, lokale Rechtsprechung und Gesetzgebung der Regierung (Kommission A). Nach den Parlamentswahlen 2012 wurde er Mitglied der Kommission für konstitutionelle Angelegenheiten, Justiz, Öffentliche Verwaltung, lokale Rechtsprechung und Korruptionsbekämpfung (Kommission A).
Bei den Parlamentswahlen in Osttimor 2017 kandidierte Bianco für die FRETILIN auf Platz 12 und zog erfolgreich in das Nationalparlament ein. Er war weiter Mitglied in der Kommission für konstitutionelle Angelegenheiten, Justiz, Öffentliche Verwaltung, lokale Rechtsprechung und Korruptionsbekämpfung (Kommission A). Da die Minderheitsregierung von FRETILIN und PD sich im Parlament nicht durchsetzen konnte, löste es Präsident Francisco Guterres auf und rief zu Neuwahlen auf. Bianco gelang bei der Neuwahl am 12. Mai 2018 auf Platz 7 der FRETILIN-Liste der erneute Einzug ins Parlament. Am 16. Juni 2020 wurde Bianco Präsident der Kommission für konstitutionelle Wirtschaft und Entwicklung (Kommission D). Bianco war zudem Präsident des Aufsichtsrats des Serviço Nacional de Inteligência (SNI).
Bei den Parlamentswahlen 2023 kandidierte Bianco auf Platz 7 der Liste der FRETILIN und zog wieder in das Nationalparlament ein.